# Nucet, Sibiu
Nucet (în dialectul săsesc Joannisbrig, Joannesbrig, în germană Johannisberg, Johannesberg, Jannesberg, în maghiară Szentjánoshegy, Szentjánoshegye) este un sat în comuna Roșia din județul Sibiu, Transilvania, România.

## Galerie de imagini

Biserica din Nucet 2008
Nucet 2008
Nucet 2008
Nucet 2008
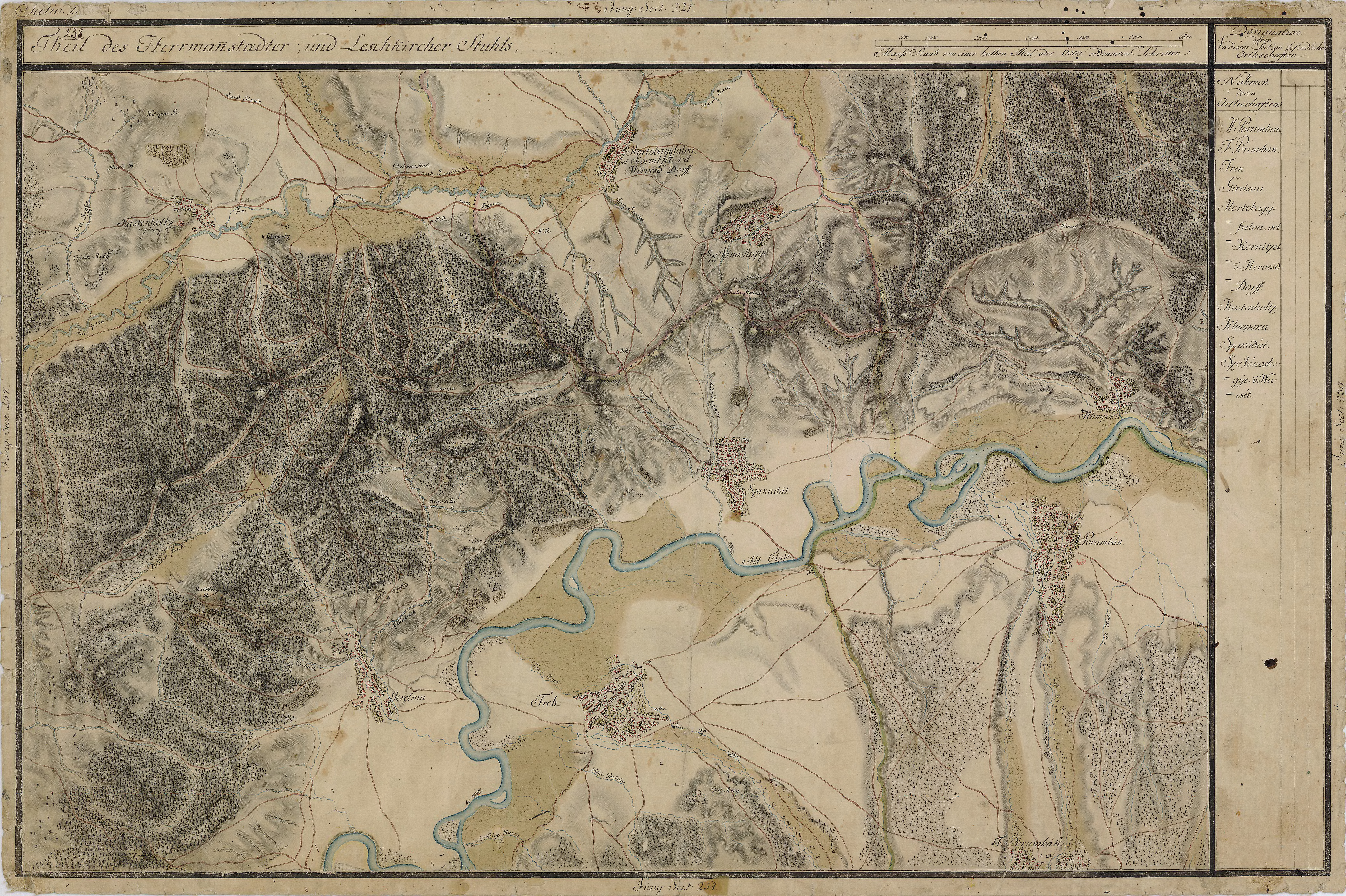
Nucet în Harta Iosefină a Transilvaniei, 1769-1773